# 基輔戰役 (2022年)
基辅战役是2022年俄罗斯入侵乌克兰后所发动的基辅攻势当中的一次战役。为争夺乌克兰首都基辅的控制权，俄罗斯军队和乌克兰武装部队在基辅及周边城镇自2022年2月25日战斗至4月2日。最终俄军未能攻下基辅市，於3月底因乌克兰武装部隊推進以及俄軍後繼無援的雙重夾擊下被迫撤军，由此乌克兰收复基辅州全境。
俄军原本企图于24日战争开始当日利用其精锐部队空降军突袭位于基辅北郊霍斯托梅爾的安托諾夫機場并直接以大型运输机运载后续部队对基辅实施突袭。然而在随即爆发的安托諾夫機場爭奪戰中遭到乌军反击，机场几次易手后由俄军占领，但俄军未能成功利用安东诺夫机场投送后续突袭部队，俄空降军亦遭遇重大损失。俄国地面部队同时从自称中立的白罗斯出发跨过白罗斯-乌克兰边境，在激战后于2022年2月25日在伊万基夫战役中部分突破了乌克兰军队的抵抗线，从北部进入基辅郊区的霍斯托梅爾一带。
战役开始初期外界猜测基辅将很快陷落，西方国家提议帮助乌克兰政府官员撤离。但在俄军及其渗透人员的威胁下，乌克兰总统泽连斯基跟乌克兰政府的多数官员选择留守基辅。随后的一个月中，第聂伯河西岸俄军多次尝试切断基辅西部的运输线，同时从第聂伯河东岸的切爾尼戈夫州和蘇梅州方向进攻的俄军亦逼近基辅东郊。但俄军亦未能突破乌军在第聂伯河东岸的防线。
此役最後由烏克蘭獲勝，俄軍於2022年3月28日至4月2日完全從基輔及基輔州附近撤回白羅斯，烏克蘭重新控制基輔及基輔州全境。西方分析人士將這次戰役與二戰期間的莫斯科戰役相提並論。

## 战役

### 2月

#### 24日
俄军空降军突袭位于基辅北郊霍斯托梅爾的安东诺夫机场，但在安东诺夫机场争夺战中遭到乌军反击损失惨重，躲入附近樹叢待命，使后续部队未能利用机场快速空运投放至基辅郊区。同时驻扎在白罗斯的俄军亦越过乌白边境发动进攻，嘗試以陸路抵達機場附近。

#### 25日
破晓之前，基辅遭受多起导弹袭击。25日上午俄军逼近基辅森林边缘。乌政府称，俄军正准备攻入基辅。俄军坦克部队抵达基辅周边。上午，俄军在地面部队的配合下占领安东诺夫机场和霍斯托梅爾一带。着乌克兰军装的俄军渗透部队一度进入了距离乌克兰最高拉达仅剩9公里的基辅奧博隆區，但随即被剿灭。乌当局呼吁当地民众“自行制作燃烧瓶回击敌军”。俄军从北部、东北部和东部三个方向收紧对基辅的包围。晚上，泽连斯基在社交媒体发布影片表示，他仍在基辅。乌军方称，他们击退了俄军对在基辅胜利大街上一处据点发起的一次夜间袭击，摧毁了一支由五辆軍車组成的车队，其中包括一辆坦克。

#### 26日
俄乌军队在基辅市区内交火。 乌国防部称，乌军在距离基辅7公里的霍斯托梅爾地区击败一支车臣共和国特种部队，一名车臣方面指挥官阵亡。
泽连斯基表示，他拒绝了美国准备帮助其撤离基辅的提议。而俄罗斯国家杜马主席沃洛金称，泽连斯基在25日就已经不在基辅，前往乌克蘭西部城市利沃夫。并称泽连斯基近期的影片都是提前录制好的。中午，泽连斯基通过电视及网络发表视频讲话时称，“成功击退了俄方的袭击，首都基辅和周边主要城市目前都在我军控制之下。我们破坏了俄罗斯的计划，他们没有获得任何优势”。俄总统新闻秘书佩斯科夫表示，普京曾于25日对俄军下令暂停军事行动，但由于乌克兰拒绝了俄罗斯发出的谈判邀请，俄军将继续进攻，主力部队26日下午继续推进。

#### 27日
俄军导弹攻擊了基辅州瓦西里基夫附近的克里亚奇基村的储油库，令通往基辅市区的天然气供应被切断。

#### 28日
据美国卫星图像公司Maxar提供的卫星图像显示，一支长约64公里的大型的俄军车队正向基辅前进，从南部的安东诺夫机场空军基地（距离基辅市中心约27.4公里）一直延伸到普里比尔斯克。车队中有数百辆坦克、卡车、牵引火炮和辅助车辆。然而，这一支车队后来的数日并没有向前推进。

### 3月

#### 1日
下午五点左右，基辅电视塔遭俄军发射的一枚导弹袭击。
泽连斯基接受CNN采访时表示，他愿和普京举行直接对话。随后，俄总统新闻秘书佩斯科夫称，目前并无此计划。

#### 2日
俄军恢复了对基辅西郊的进攻。此前在2月27日至3月1日行动暂停以获得补给。凌晨，俄军对基辅西部的日托米尔地区发动了猛烈轰炸。

#### 3日
中午，基辅州柴基遭到炮弹袭击。
车臣共和国首脑拉姆赞·卡德罗夫在社交媒体表示，车臣共和国武装已经占领了乌克兰最大的军事基地，并缴获大量的武器弹药，以及7辆坦克、12辆装甲运兵车、虎式侦察车和火炮。他表示其部队将继续向基辅挺进。

#### 4日
俄罗斯國家杜馬主席沃洛金声称，泽连斯基已逃至波兰。而乌方则称泽连斯基还在基辅。

#### 7日
俄羅斯红星电视台公布了俄军装甲部队基辅州集结的影片。影片中显示，大量俄军T-72坦克、自行火炮以及装甲运兵车正快速在基辅州区域内行军。
俄罗斯表示，3月7日在基辅开放新的“人道主义走廊”，以允许平民撤离。

#### 10日
基辅市长维塔利·克利奇科表示，自俄羅斯2月24日入侵以來，在莫斯科軍隊持續逼近下，基輔有一半人口已經逃離，目前只剩下不到200萬人。

#### 14日
“亚速营”首席理论家尼古拉·克拉夫琴科在基辅阵亡。
自3月14日开始，俄军每日拂晓轰炸基辅，攻击目标往往是苏联时代建造的大楼社区。

#### 20日
晚間，基辅一座购物中心遭到俄军高精准武器袭击，至少8人死亡。俄国防部发言人科纳申科夫称：该购物中心附近区域被用来作为储存武器弹药的大型基地。